# NGC 6470
NGC 6470 é uma galáxia espiral (Sc) localizada na direcção da constelação de Draco. Possui uma declinação de +67° 37' 09" e uma ascensão recta de 17 horas, 44 minutos e 14,7 segundos.
A galáxia NGC 6470 foi descoberta em 9 de Julho de 1886 por Lewis A. Swift.